# Lequio Berria
Lequio Berria – miejscowość i gmina we Włoszech, w regionie Piemont, w prowincji Cuneo.
Według danych na rok 2004 gminę zamieszkiwały 523 osoby, 47,5 os./km².